# Naturpark Ammergauer Alpen
Der Naturpark Ammergauer Alpen ist ein 227 km² großer Naturpark am oberbayerischen Alpenrand. Am 27. Juli 2017 wurde die Region vom Bayerischen Staatsministerium für Umwelt und Verbraucherschutz zum Naturpark erklärt.

Lage und Topografie des Naturparks Ammergauer Alpen

## Lage und Landschaft

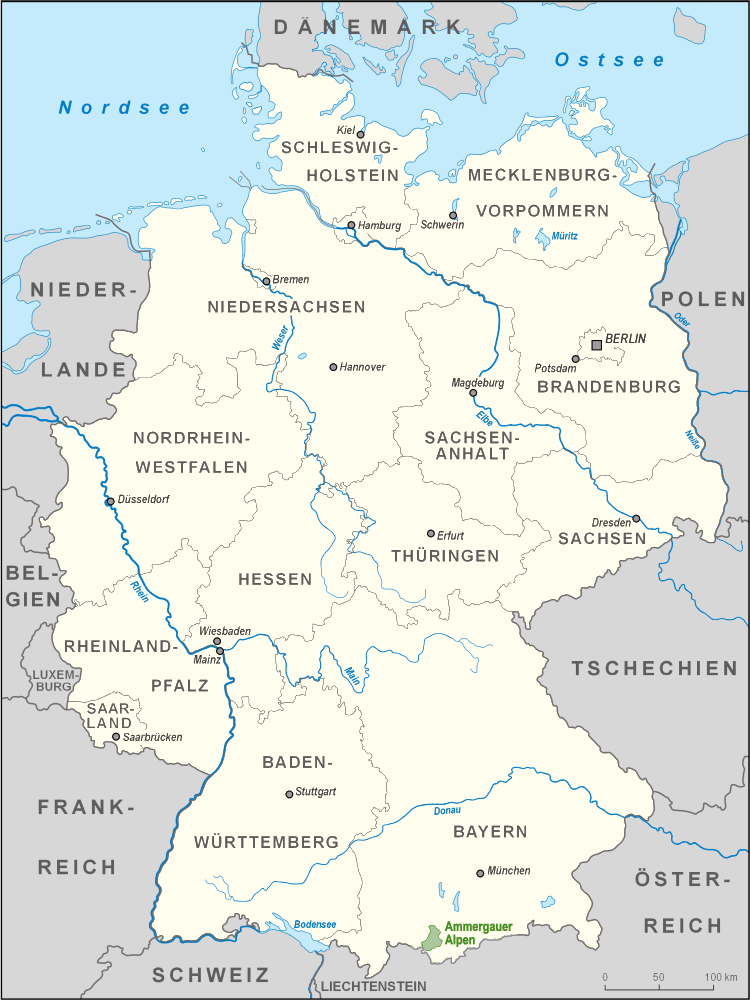
Lage des Naturparks in Deutschland

Der Naturpark umfasst die Gemeinden Oberammergau, Unterammergau, Ettal, Saulgrub/Altenau, Bad Kohlgrub und Bad Bayersoien sowie das gemeindefreie Gebiet Ettaler Forst im Landkreis Garmisch-Partenkirchen. Das Gebiet des Naturparks zeichnet sich besonders durch fünf Landschaften aus:

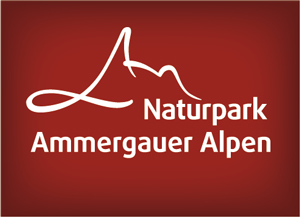
Logo des Naturparks

### Gebirgslandschaft
Der Naturpark umfasst den Nordostteil des Ammergebirges, die Flyschberge Hochschergen und das Hörnle-Aufacker-Massiv mit Laber und die größtenteils jungmoränenüberdeckte Faltenmolasse zwischen Unternogg und der Echelsbacher Brücke. Er hat Anteil an den Kalkhochalpen, den Voralpen und am Ammer-Loisach-Hügelland. Die Lech-Vorberge werden am Ostrand tangiert.

### Wildflusslandschaft
Die Ammer ist mit Ausnahme des Bereichs von Oberammergau – Unterammergau noch ein weitgehend natürlicher Wildfluss. Besonders sehenswert sind die Ammerquellen mit den Quellflüssen im Weidmoos und die imposante Ammerschlucht mit dem Felsdurchbruch Scheibum. Auch die zur Ammer zufließenden Wildbäche zeugen mit eindrücklichen Wasserfällen, Gumpen und großen Schotterflächen von der Urgewalt der Natur.

### Moorlandschaft
Die Moorkomplexe Weidmoos, Pulvermoos und Kochelfilz sind durch ihre hydrologischen Verhältnisse eine Besonderheit und weisen mehrere Eiszeitrelikte wie das Karlszepter auf.

### Wiesenlandschaft
Die durch Hanggräben zerschnittenen Flyschabhänge des Aufacker-Hörnle-Massivs und der Unterammergauer Vorberge sind weit hinauf mit basenreichen, großflächig gebuckelten Jungmoränen und Fließerden überdeckt. Hier hat sich neben den Mittenwalder Buckelwiesen die größte, noch betriebene Berg- und Wiesmahdlandschaft Bayerns und Deutschlands entwickelt, in der Kalkmagerrasen, bodensaure Magerrasen und Hangquellmoore oft unmerklich ineinander übergehen.

### Waldlandschaft
Ein großer Teil der naturnahen Lebensräume des Naturparkgebietes liegt in den Wäldern. Sie beinhalten das gesamte Spektrum der Waldstandortstypen und -gesellschaften der nördlichen Randalpen. Es reicht vom torfbildenden Erlenbruchwald der Moräne und anmoorigen Grauerlen-Fichten-Bruchwald im Flysch über teilweise forstlich wenig beeinflusste Bergmischwälder bis zum xerothermen Karbonat-Kiefernwald an den west- und südseitigen Steilhängen des Kienecks und Kofels sowie den subalpinen Fichtenwäldern in den Kammlagen.

## Größe und Gemeinden
Der Naturpark ist 22.738 Hektar groß und liegt im Landkreis Garmisch-Partenkirchen.
Sechs Gemeinden im Ammertal befinden sich im Gebiet des Naturparks:
- Bad Bayersoien
- Bad Kohlgrub
- Saulgrub mit Wurmansau und Altenau
- Unterammergau
- Oberammergau
- Ettal mit Graswang

## Schutzgebiete im Naturpark
Im Naturpark gibt es folgende Schutzgebiete und Geotope:
- Naturschutzgebiet Ammergebirge mit 11.045 ha (NSG-00274.01)[2]

- Naturschutzgebiet Altenauer Moor mit 58 ha (NSG-00097.01)[3]

- Naturschutzgebiet Kochel-Filz bei Unterammergau mit 90 ha (NSG-00312.01)[4]

- Naturschutzgebiet Pulvermoos mit 129 ha (NSG-00129.01)[5][6]

- Naturschutzgebiet Ammerschlucht im Bereich der Scheibum mit 21 ha (NSG-00066.01)[7][8]

- Naturschutzgebiet Ammerschlucht an der Echelsbacher Brücke mit 10 ha (NSG-00077.01)[9]

- Naturschutzgebiet Ettaler Weidmoos mit 155 ha (NSG-00166.01)[10][11]

- Landschaftsschutzgebiet Inschutznahme des Soiener Sees und seiner Umgebung mit 222 ha (LSG-00015.01)[12]

- Schleifmühlklamm bei Unterammergau mit 1 ha (180A015)[13]

- Sandabbau am Burgbichl bei Unterammergau (180A016)[14]

- Wetzsteinbrüche bei Unterammergau (180G004)[15]

- Findling bei Bad Bayersoien (180R001)[16]

## Aufgaben des Naturparks
- Nachhaltige Pflege, Sicherung und Entwicklung der Natur- und Kulturlandschaft entsprechend einem Pflege- und Entwicklungsplan.
- Erhalt, Entwicklung und Wiederherstellung einer durch vielfältige Nutzungsformen geprägten Landschaft und ihrer Arten- und Biotopvielfalt.
- Erschließung geeigneter Landschaftsteile für die Erholung und den nachhaltigen Naturgenuss, soweit die Belastbarkeit des Naturhaushalts und des Landschaftsbilds dies zulassen.
- Ordnung des Erholungsverkehrs durch geeignete Besucherlenkung.
- Verwirklichung der Ziele und Grundsätze des Naturschutzes und der Landschaftspflege nach Maßgabe der jeweiligen Rechtsverordnungen in den ausgewiesenen Schutzgebieten und in den Natura-2000-Gebieten nach Maßgabe der jeweiligen Erhaltungsziele.
- Nachhaltiger Schutz und Erhalt der Kultur- und Naturlandschaft durch entsprechende Umweltbildungsmaßnahmen.

## Tourismus
Der Naturpark Ammergauer Alpen umfasst das Gebiet der Gemeinden Oberammergau, Unterammergau, Ettal, Saulgrub/Altenau, Bad Kohlgrub und Bad Bayersoien sowie das gemeindefreie Gebiet Ettaler Forst. Die Tourismusorganisation dieser sechs Orte ist die Ammergauer Alpen GmbH. Ziel dieses Zusammenschlusses ist es, den Gästen den Reichtum und die Vielseitigkeit der Region näher zu bringen. Im Jahr 2018 wurden in der Region mehr als 806.000 Übernachtungen und über 238.000 Ankünfte gezählt.

### Angebote in der Region
Winter
In den Tälern der Ammergauer Alpen zwischen Bad Bayersoien, Bad Kohlgrub, Saulgrub/Altenau, Unterammergau, Oberammergau, Ettal und Schloss Linderhof gibt es im Winter weitverzweigte und meist schneesichere Loipenverbindungen. Jedes Jahr findet hier am ersten Wochenende im Februar der bekannte König-Ludwig-Lauf zwischen Ettal, Schloss Linderhof und Oberammergau statt. Das Skifahr-Angebot reicht von familienfreundlichen Skigebieten bis hin zur steilsten Freeride-Piste Deutschlands. Auch für gemütliche Schneeschuh- oder Winterwanderungen und Skitouren ist die Region bekannt.
Sommer
Im Sommer gibt es eine Vielzahl von Angeboten. Das Wanderangebot reicht von gemütlichen Touren, die auch für Familien geeignet sind, bis zu schweren Bergtouren. Aber auch für Radfahrer und Mountainbiker gibt es einige ausgeschilderte Routen. Auf dem Kolben gibt es eine Aktivarena mit Kletterwald, Alpine Coaster und Erlebnisspielplatz.

### Sehenswürdigkeiten
- Schloss Linderhof
- Kloster Ettal
- Kirche St. Peter und Paul
- Passionstheater Oberammergau
- Lüftlmalerei
- Holzschnitzerei
- Laber-Bergbahn
- Kreuzigungsgruppe
- Soier See in Bad Bayersoien
- Ammerdurchbruch „Scheibum“
- Schleifmühlklamm Unterammergau
- Alpines BergkiefernHochmoor
- Hörnle-Sesselbahn